# 藻岩山

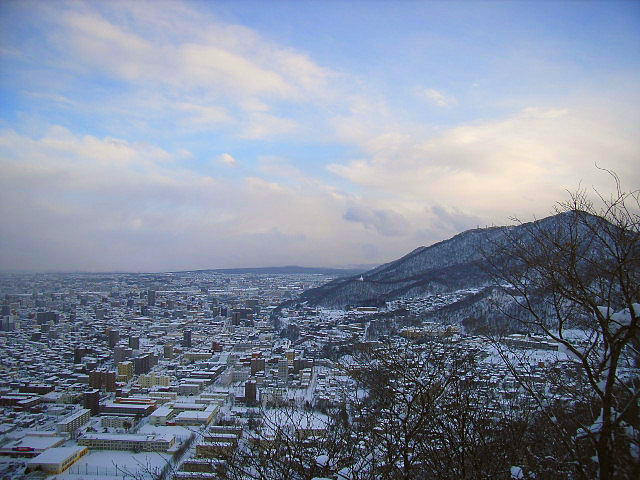
冬季的藻岩山與札幌市景

藻岩山（もいわやま）是位於日本北海道札幌市南區的山峰，標高531公尺。藻岩山在阿伊努語中被稱為「inkar-us-pe」（インカルシペ），意為登上山頂監視四周的地方，曾是阿伊努族的聖山。
藻岩山是札幌的一處觀光場所，可俯覽札幌夜景，從山麓車站乘坐藻岩山空中索道車，再換乘上山吊椅便可到達山頂。
藻岩山的吉祥物為一隻虛構黑色松鼠“もーりす”。

## 外部連結
- （日語）藻岩山官方網站